# Eichstetten am Kaiserstuhl
Eichstetten am Kaiserstuhl è un comune tedesco di 3 256 abitanti, situato nel land del Baden-Württemberg.